# 南京都市圏
南京都市圏（なんきんとしけん）とは、南京市およびその周辺地域である揚州市・鎮江市・淮安市・馬鞍山市・滁州市・蕪湖市・宣城市・溧陽市・金壇区の8市2県を含む中国国家発展改革委員会は初めて承認した都市圏を指す。